# BMW R37
De BMW R 37 is een motorfiets van het merk BMW.
In 1925, twee jaar na het verschijnen van BMW's "eerste", de R 32, kwam het merk op de markt met zijn eerste sportmotor. BMW paste hier voor het eerst het "Baukastenprinzip" toe: het modulaire bouwsysteem waarbij veel elementen van een motorfiets jarenlang werden gebruikt voor latere modellen.
De R 37 was helemaal gebaseerd op de R 32, zowel voor wat betreft het frame als het motorblok, maar mag toch niet als diens opvolger worden beschouwd. Dankzij de kopklepmotor leverde hij 3½ pk meer en hij liep daardoor liefst 20 km/h harder. De kopklepmotor was gebaseerd op de zijklepmotor van de R 32, maar boven de cilinders, waar eerst de zijkleppen lagen, vond men nu de stoterstangen die de kopkleppen bedienden. De cilinderkoppen en de zuigers waren uiteraard ook aangepast.
De R 37 werd in 1926 opgevolgd door de R 47, een sportmodel dat een "paar" vormde met de R 42 toermotor.

## Technische Gegevens
| Periode            | 1925-1926                               | 1925-1926                               | 1925-1926                               |
| Categorie          | Sportmotor                              | Sportmotor                              | Sportmotor                              |
| Motortype          | kopklepmotor                            | kopklepmotor                            | kopklepmotor                            |
| Bouwwijze          | langsgeplaatste tweecilinder boxermotor | langsgeplaatste tweecilinder boxermotor | langsgeplaatste tweecilinder boxermotor |
| Boring             | 68 mm                                   | 68 mm                                   | 68 mm                                   |
| Slag               | 68 mm                                   | 68 mm                                   | 68 mm                                   |
| Cilinderinhoud     | 494 cm³                                 | 494 cm³                                 | 494 cm³                                 |
| Max. Vermogen      | 12 kW / 16 pk                           |                                         |                                         |
| Topsnelheid        | 115 km/h                                | 115 km/h                                | 115 km/h                                |
| Aandrijving        | As                                      | As                                      | As                                      |
| Drooggewicht       | 134 kg                                  | 134 kg                                  | 134 kg                                  |
| Max. totaalgewicht | onbekend                                | onbekend                                | onbekend                                |
| Tankinhoud         | 14 ltr                                  | 14 ltr                                  | 14 ltr                                  |
| Voorganger         | geen                                    | geen                                    | geen                                    |
| Opvolger           | R 47                                    | R 47                                    | R 47                                    |